# Les Filles d'Olfa
Les Filles d'Olfa is een Frans-Duits-Tunesisch-Saoedi-Arabische documentairefilm uit 2023, geregisseerd door Kaouther Ben Hania.

## Verhaal
De film vertelt over het leven van Olfa, een Tunesische moeder van vier dochters, waarvan op een dag haar twee oudste dochters verdwijnen. Regisseur Kaouther Ben Hania gebruikt professionele actrices om het verhaal te vertellen. De film is een mix van documentaire en fictie.

## Rolverdeling
| Acteur            | Personage          |
| ----------------- | ------------------ |
| Hend Sabri        | Olfa               |
| Nour Karoui       | Rahma Chikhaoui    |
| Ichraq Matar      | Ghofrane Chikhaoui |
| Olfa Hamrouni     | zichzelf           |
| Tayssir Chikhaoui | zichzelf           |
| Eya Chikhaoui     | zichzelf           |

## Release en ontvangst
Les Filles d'Olfa ging op 19 mei 2023 in première in de officiële competitie van het Filmfestival van Cannes. De film werd geselecteerd als Tunesische inzending voor de beste niet-Engelstalige film voor de 96ste Oscaruitreiking en kwam in december 2023 op de shortlist.

## Prijzen en nominaties
De belangrijkste:
| Jaar | Prijs                   | Categorie          | Genomineerde(n)    | Uitslag     |
| ---- | ----------------------- | ------------------ | ------------------ | ----------- |
| 2024 | Prix Lumières           | Beste documentaire | Beste documentaire | Gewonnen    |
| 2024 | Prix Lumières           | Beste filmmuziek   | Amine Bouhafa      | Genomineerd |
| 2023 | Europese Filmprijzen    | Beste documentaire | Beste documentaire | Genomineerd |
| 2023 | Filmfestival van Cannes | Gouden Palm        | Kaouther Ben Hania | Genomineerd |